# 煤气灯效应
煤气灯效应（英語：Gaslighting）是一种心理操纵的形式，其方法是一个人或团体隐秘地让受害人逐渐开始怀疑自己，使其质疑自己的记忆力、感知力或判断力，其结果是导致受害者產生认知失调和其他变化，例如低下的自我尊重等。由於操作者使用否定、误导、矛盾和提供錯誤資訊，煤气灯效应使受害者心理失去穩定性，以及使受害者不再相信自己原来的信仰。在现实案例中，可以从受虐者否认先前发生过虐待事件，到虐待者意图使受害者迷失方向等怪异事件的发生。
该术语起源于剧本《煤气灯》（Gas Light，1938年，但最初在美国以“安吉尔街”为名称演出）及其1940年和1944年的改编版电影。该术语已用于临床心理学文献 :31–46 以及政治评论和哲学中。 

## 词源

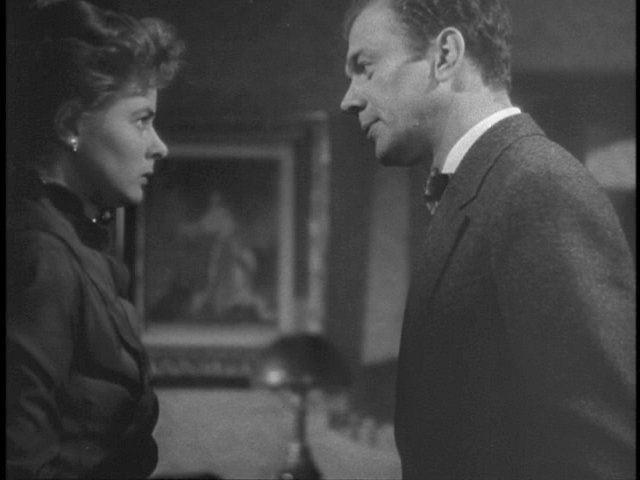
在1944年的电影《煤气灯下》中的英格丽·褒曼

该术语起源于1938年的舞台剧《煤气灯下》，以及1940年和1944年发行的电影改编版中，对受害者的系统性心理操纵。在故事中，丈夫试图通过环境中的小细节操纵妻子和其他人，并坚持让妻子认为她自己错了，错误地记住事情或在指出这些变化时有妄想的可能，从而说服妻子相信是她自己疯了。这部戏劇的主题包含「虐待」，丈夫如何在家里故意让煤氣燈缓慢变暗，同时又假装什么都没有改变，目的是使妻子怀疑自己的看法；他还在封闭的阁楼中点灯寻找被他谋杀的女人的珠宝，他搜寻时会发出很大的声音，包括自言自语的聲音。妻子一再要求丈夫确认她对调暗的灯光、噪音等声音的感知，但他刻意忽視妻子提及的现实，一直坚持表示灯光没有改变，而是妻子发疯:8；丈夫打算藉此將妻子送进精神病院，之后他将能够获得对她的授权书，并可以更有效地进行搜索。
自从1960年代以来，“煤气灯下”一词被广泛用于描述操纵某人对现实感知的努力；1970年代至今，该术语已经被文学用以描述这种行为心理分析。在1980年所出版关于兒童性虐待的书籍中，弗洛伦斯·拉什根据该剧对乔治·丘克（George Cukor）的 《煤气灯》（Gaslight，1944）进行总结写道：“即使在今天，『煤气灯』一词也用来描述企图破坏他人对现实的看法。”。

## 特点
煤气灯效应涉及一个或一组加害者，以及至少第二个人（受害者），可以是有意识也可以是无意识，并且是秘密进行的，因此所产生的情感虐待不会被公开。
煤气灯效应取决于“首先说服受害者的想法是被歪曲的，其次说服受害者所接受來自加害者的想法是正确和真实的”:45。煤气灯效应在受害者中引起認知失調，通常是充满情感的认知失调，并使受害者对自己的思维、感知和現實檢驗提出质疑，从而容易引起他们的自尊低落、令人不安的想法和影响，并可能促进混乱、焦慮以及抑鬱，在某些情况下甚至導致思覺失調:33–34。当受害者对自己的心理能力失去信心并发展出一种「習得性失助」之后，他们就更容易受到加害者控制:34，而受害者往往是權力和地位较低者:7。 
加害者或受害者的角色可以在给定的关系中摇摆，并且通常每个参与者都确信自己是受害者。当一群人充当加害者时，煤气灯效应会通过该小组成员“微小、通常看不见的行动，通过积累和加强力量而对其造成损害”，个人和团体已将煤气灯效应用于“对其他个人和团体的心理功能进行人际和社会控制”:6。
认知偏差是指听者主要由于某样事物被频繁重复而开始相信它的一种现象。在煤气灯效应期间，该现象可能会发生于受害者身上。

### 精神分析的解释
心理分析学家维克多·卡莱夫（Victor Calef）和爱德华·温斯赫尔（Edward Weinshel）在1981年的一篇文章中指出，煤气灯效应涉及从施害者到受害者心理内容的投射和注入（“转移”），心理内容則包括情感、知觉、冲动、抵抗、幻想、妄想以及冲突。作者探讨受害者为何可能“倾向于融合并吸收他人将其外部化後投射到他们身上的东西”的多种原因，并得出结论认为，煤气灯效应可能是“一种非常复杂的高度结构化配置，其中包含许多精神因素的贡献”。  
后来，精神病医生西奥多·多帕特（Theodore Dorpat）将此種受害者无意识心理内容的“转移”描述为「投射性认同」的一个例子:5–6, 40。在受害者並未意识到自己正受到煤气灯效应影响时，投射性认同對其最有效，若受害者自身也认同“转移”的内容（所投射的内容），则它将具有破坏性；但是，当受害人变得能够不相信且不认同投射性认同所产生的负面内投时，这些影响就会被抵消。

## 人格障碍
社交变态者和自恋者经常使用煤气灯效应来虐待和破坏受害者的心理認知。社会变态者一贯违背社会道德规范，违反法律并利用他人，且通常也是令人信服的说谎者，有时甚至是迷人的说谎者，他们始终否认有不法行为；因此，一些受到社会变态者伤害的人可能会怀疑自己的看法。一些虐待配偶身体的人可能断然否认自己曾行使暴力，从而对伴侣產生煤气灯效果；煤气灯效应也可以在親子关系中发生，其中父母、子女或双方说谎并试图破坏對方的心理知觉。

## 精神病学
在精神病人的住院设施中，患者与工作人员之间发现煤气灯效应现象。Dorpat在1996年的一本书中表示，“煤气灯效应和其他人际关系控制方法被心理健康領域专业人士以及其他人广泛使用”，因为它们是塑造他人行为的有效方法:45；他另表示，临床医生使用具有威权主义态度的人际控制的秘密方法，例如煤气灯效应:xiii–xxi，他也建议临床医生採取更多非指导性和平等主义的态度和方法:225，“将患者视为积极的合作者和平等伙伴”:246。

## 浪漫关系
在人际关系中，加害者“需要是正确的”，以便“保留（自己的）自我意识”和“（自己）在世界上拥有权力的意识”；受害者允许加害者“定义（自身的）现实感”，以至于受害者將對方“理想化”并“寻求（对方的）认可”:3。心理操纵可包括使受害者质疑自己的记忆、知觉和理智，加害者可能会使用轻蔑的语言无效化 (invalidate) 受害者的感受，比如：“你疯了。别那么敏感。不要偏执。我只是在开玩笑！我很担心；我认为你身体不好。”等。 
心理学家吉尔·罗杰斯（Jill Rogers）和黛安·弗林斯塔德（ Diane Follingstad）表示，这种忽视可能会对心理健康产生不利影响。他们将心理虐待描述为：“通过胁迫、控制、口头虐待、监视、孤立、威胁、嫉妒、屈辱、操纵、劣等对待、创造敌对环境，在性和忠诚方面伤害伴侣，在情感上和/或身体上对伴侣有所隐瞒等做法，以伤害他人的一系列令人厌恶的行为。”。在一些婚姻不忠的案例中，人们发现煤气灯效应现象：“治疗师可能通过错误地标记受害者的反应加剧受害者的痛苦。配偶的煤气灯行为可能導致某些受害者產生『神经衰弱』甚至在某些最恶劣的情况下自杀。”。
心理学家格特鲁德·泽蒙·加斯和威廉·尼科尔斯在其1988年的文章〈煤气灯效应：婚姻综合症〉中研究男人的婚外情及其对妻子的影响，他们描述一个男人如何试图说服妻子她在捕风捉影，而不是承认自己有外遇：“一个妻子在自己家里接电话，却在不经意间偷听到丈夫在出差途中和女友幽会的计划。”，丈夫质疑她的感知证据加以否认：“我没有和任何女友通电话。妳一定在做梦。”。  
罗杰斯（Rogers）和弗林斯坦德（Follingstand）考察女性的心理虐待经历，这些经历可以作为抑郁、焦虑、躯体化、自杀意念和生活功能的症状以及临床水平的预测指标。他们得出结论，心理虐待会影响妇女的心理健康狀態，但是与实體的虐待相比，人们感知到的性格、关系模式和反应方式的负面变化是心理健康结果的更有效指标。心理治疗师斯蒂芬妮·莫尔顿·萨基斯（Stephanie Moulton Sarkis）解释说，“保持一定程度的認知失調才能与煤气灯效应的使用者保持连結”，而在这种情况下，“解决认知失调的最健康方法”涉及“让自己离开或远离操縱煤气灯效应的人”:24–25。 

### 标志和方法
如帕特里夏·埃文斯（Patricia Evans）所述，观察到的施虐者有七个“警告标志”：
1. 向受害者的隐瞒訊息；
2. 反击訊息以符合施虐者的观点；
3. 冷處理訊息；
4. 经常以玩笑的形式进行口头虐待；
5. 阻止和转移受害者对外界的关注；
6. 轻描淡写（“最小化”）受害者的价值；
7. 通过逐渐削弱受害者及其思维过程来破坏受害者心理認知。

埃文斯（Evans）认为有必要了解这些警告标志，以便从该处开始治疗过程。
心理学家埃里诺·格林伯格（Elinor Greenberg）描述三种常见的煤气灯效应方法：
1. 隐藏。虐待者可能向受害者隐瞒或掩盖他们所做的事情。虐待者不会感到羞耻，反而会说服受害者怀疑自己对情况的看法，并把责任归咎于自己。
2. 不断变化。滥用者感到有必要改变受害者的某些东西。无论是受害者的着装或行为方式，他们都希望受害者融入自己的幻想中。如果受害者不遵守，虐待者可能会说服受害者認為自己实际上还不够好。
3. 關係中的控制。虐待者可能希望完全控制受害者并對其拥有控制权。在这种情况下，施虐者会试图将他们与其他朋友和家人隔离开来，以便只有他们才能影响受害者的思想和行为。虐待者享受受害者完全受自己控制的權力感和控制感。

离婚程序教练林赛·埃里森（Lindsey Ellison）所描述的施虐者的最终目标是让受害者重新考量自己的选择并质疑自己的理智，使他们更加依赖施虐者，當中用来降低受害者自尊心的一种策略是施虐者在无视和照顾受害者之间交替，从而使受害者降低对情感的期望，并认为自己不值得他人付出感情
。

## 性别角色
心理治疗师斯蒂芬妮·莫尔顿·萨基斯观察发现，煤气灯效应存在于她所治疗的约30至40％的夫妻中，她说：“男性和女性有同样的可能性进行煤气灯效应”，并表示：“据我们所知，性别在这里同等地表现出来。”:27；她进一步解释，我们倾向于认为使用煤气灯效应的是男性居多，因为“男人往往更不愿意（也许是不好意思）與他人谈及女性伴侶的情感虐待”。:27
社会学家佩奇·斯威特（Paige Sweet）在社会不平等和举足轻重的家庭暴力亲密关系背景下研究煤气灯效应認為，“这种策略是性别化的，因为它们依赖于女性气质与非理性的联系。”。
根据哲学教授凯特·艾布拉姆森（Kate Abramson）的观点，煤气灯效应的行为与性别歧视并没有特别的联系，尽管与男性相比，女性往往更经常成为受煤气灯效应影響的对象。艾布拉姆森對此解释認為，这是社会条件的结果，并说：“这是性别歧视结构的一部分，认为女性比男性更沒自信，对我们自身所抱持的观点、信念、反应和看法的怀疑程度要高于男性。而煤气灯效应旨在破坏某人的观点、信念、反应和看法。各种形式自我怀疑的性别歧视规范導致我们更易於出現此情形。”艾布拉姆森说，煤气灯效应的最后“阶段”是严重的临床抑郁症。哲学教授希尔德·林德曼（Hilde Lindemann）特別在谈及妇女时表示，在这种情况下，受害者抵抗操纵的能力取决于“她相信自身判断的能力”，建立心理認知的“对抗区”可以帮助受害者重新获得“普通水平的自由性”。

## 政治事務
专栏作家莫琳·道德（Maureen Dowd）是最早在政治背景下使用该术语的人之一，她描述比尔·克林顿政府使用这项技术使紐特·金里奇受到小侮辱的意图，目的是激怒他向公众提出“歇斯底里”的投诉。 
心理学家布莱恩特·韦尔奇（Bryant Welch）在其2008年的《混乱状态：政治操纵与对美国思想的攻击》一书中，描述该技术在现代传播时代开始在美国政治中的普遍性。 
记者弗里达·吉蒂斯（Frida Ghitis）用“点燃汽油”一词形容俄罗斯的全球关系。在俄罗斯特工活跃在克里米亚的同时，俄罗斯官员不断否认相關人員的存在，并操纵对政治团体的不信任来支持他们。
《纽约时报杂志》，BBC和《青少年时尚》杂志的记者以及心理学家布莱恩特·韦尔奇、罗伯特·费尔德曼和莉亚·麦克艾拉斯都描述唐納·川普在2016年美国总统大选期间的某些行为以及他担任总统期间的举动。新闻学教授本·雅格达（Ben Yagoda）在2017年1月《高等教育紀事報》中写道，由于特朗普的举动，“加油”一词再次成为热门话题，他说特朗普的「习惯性倾向说『X』，接著在往後的某个日子裡憤憤不平。」並声明「我没有说『X』。实际上，我永远也不会梦想说『X』」，为该术语带来新的注解。
此外，宗派团体的领导者和追随者利用煤气灯效应以确保整合任何可能偏离團體的成员。

## 工作職场
当人们做的事情导致同事对自己及其行为提出质疑，而这对當事人的职业表現評價有所損害时，便会在工作场所引起人们关注；受害者在此情境中可能被排除在任職場域的討論外，成为他人討論的流言蜚语，长期受到抹黑或质疑導致其信心遭破坏，施害者可能会将相關谈话转移到感知到的错误上。任何人都可以操縱煤气灯效应，当施害者拥有权力时將特別有害。

## 流行文化
流行乐队Steely Dan在其2000年發行的专辑“ Two Against Nature ”中演唱一首名为“ Gaslighting Abbie”的歌曲。
2016年的神秘和心理惊悚片《列車上的女孩》（The Girl on the Train）探索了乘汽油对主角雷切尔（Rachel）的直接影响，曾身為暴力虐待者的瑞秋前夫汤姆是受害者。雷切尔患有严重的抑郁症並且會酗酒，当蕾切尔喝醉时，他总是告诉瑞秋，她做了一些她不记得的可怕事情。 
煤气灯效应是英国广播公司广播电视剧《弓箭手》中2016年情节的主题。这个故事描述海伦·阿切尔（Helen Archer）的伴侣和后来的丈夫罗布·蒂切纳（Rob Titchener）在两年期間对他们的情感虐待，引起公众对该现象的广泛讨论。
在2018年的几个月中，煤气灯效应是NBC电视剧《我们的生活》中的主要情节。劇中角色加比·埃尔南德斯（Gabi Hernandez）在加比因谋杀阿比盖尔（Abigail）在该系列中所犯下的罪行而陷害后，向她最好的朋友阿比盖尔（Abigail Deveroux）放火。 
2020年3月，Dixie Chicks发行一首名为“ Gaslighter ”的歌曲，这是他们即将发行的专辑Gaslighter的主打曲目，歌曲中提到「gaslighting」一詞，其灵感来自于主唱娜塔莉·缅因与丈夫演员阿德里安·帕斯达尔（Adrian Pasdar）离婚。

## 其他
- 二加二等于五
- 另類事實
- Authority bias（英语：Authority bias）
- 自主權
- 戈培尔效应
- 洗腦
- 認知扭曲
- 虛談症
- Creeping normality（英语：Creeping normality）
- Dangerous Crossing（英语：Dangerous Crossing）
- DARVO
- 欺騙
- 解構主義
- Epistemic injustice（英语：Epistemic injustice）
- Guilt trip（英语：Guilt trip）
- Gullibility（英语：Gullibility）
- Kafkatrap
- Martha Mitchell effect（英语：Martha Mitchell effect）
- Mind games（英语：Mind games）
- Professional abuse（英语：Professional abuse）
- 心理战
- Setting up to fail（英语：Setting up to fail）
- 斯德哥爾摩症候群
- 指责受害人
- 勾引社群 (PUA)

## 延伸閱讀
- Santoro, Victor. . Loompanics Unlimited. 1994-06-30. ISBN 978-1-55950-113-2. OCLC 35172282. (offline resource)